# Sky Witness
Sky Witness es un canal de televisión del Reino Unido e Irlanda propiedad de Sky, que compró el grupo de Living TV Group en 2010. Originalmente lanzado en Reino Unido UK Living  en 1993, el canal cambió su nombre por el de Living TV en 1997, a Living en 2007 y luego a Sky Living en 2011. El 6 de agosto de 2018 Sky Living cambió su nombre a Sky Witness. El canal de programación estaba dirigida principalmente a las mujeres y los adultos jóvenes, pero con nuevos programas como CSI, Close to Home, y Boston Legal, el canal está ampliando su alcance a la audiencia a una gama más amplia de datos demográficos que incluyen hombres de 18 a 45.
Los espectáculos más vistos en Witness son Ghost Whisperer, Criminal Minds, America's Next Top Model, Grey's Anatomy y Private Practice.

## Recepción
Living junto con la BBC, Channel 4, HBO y Bravo tiene una demanda en el servicio que está disponible en el cable a través de Virgin Media. También permite toda una serie de puesta al día de programaciones originales especialmente como Dirty Dancing: The Time of Your Life. Los shows están disponibles de forma gratuita.
Algunos programas del canal son también accesibles a los espectadores de TDT que usan Top Up TV Anytime.
El contenido de la demanda de living se ha añadido a la colección de BT Vision, el 15 de enero de 2009. 38 horas de programación de seis de los espectáculos de la cadena; Extreme: Skinny Celebrities, Dirty Dancing, Living with the Cheeky Girls, Ibiza 2008 y Most Haunted estaban disponibles desde su lanzamiento. Los suscriptores de BT Vision teniendo Value Packs se podrá acceder al contenido sin costo adicional, mientras que otros susucriptores solo pueden ver mediante un pago por visión, con precios que comienzan en 77p la programación fue retirado de BT. Visión el 13 de enero de 2010.
living fue renovado durante el otoño de 2009 como Living Player en Virgin Media. living Player ofrece siete días dedicada para ponerse al día en series como Ghost Whisperer y Grey's Anatomy, así como varias horas de contenido de archivo antes ofrecido en el canal. Living player estará disponible en PC, living player también ofrecerá programación de alta definición de forma gratuita a todos los clientes de Virgin Media XL.

## Living HD
El 12 de junio de 2009, el director Johnny Webb de Virgin Media reveló que una versión de alta definición de living se extenderá durante el año 2009 como parte de una estrategia multiplataforma para impulsar la marca del canal y dijo que la toma de estar en alta definición es "una absoluta prioridad", para dar impulso a un HD y el despliegue de todos los canales de televisión de Virgin Media.
El 13 de agosto de 2009, Virgin Media ha agregado un canal de marcador de posición para living de alta definición en Virgin Media canal 110, sin embargo, no era lo que se esperaba. Una vista previa de definición estándar se añadió el 20 de agosto de 2009.
El canal lanzó el 6 de octubre de 2009 exclusivamente en Virgin Media. El canal muestra la siguiente programación Criminal Minds, CSI, Ghost Whisperer y Private practice en HD y es "un importante paso adelante en la estrategia de Virgin Media Televisión de entretenimiento multiplataforma".
El 2 de septiembre de 2010, living HD puso en marcha el canal Sky 224.

## Liv
El 29 de septiembre de 2009, living anunció que lanzará un canal de Televisión por Internet el 23 de octubre de 2009. Liv ofrece gratis, exclusivamente encargado y adquirido en formato corto todos los días en cuatro temas: Celebridades, Estilo, (que ofrece vistas previas y las extensiones de la muestra de living, tales como Cuatro bodas y citas en la oscuridad) y Popular (una lista de los más videos vistos). El canal está disponible a través de living a través de la página web y editor de la revista de la CIP, de acogida, que el canal por mujeres dirigidas a sitios web la revista vinculados a títulos como Mira y Marie Claire. También se puede acceder a través de su propio canal de YouTube y una aplicación de Facebook.